# Ли Чжэнь (генерал)
Ли Чжэнь (кит. трад. 李贞, пиньинь Lǐ Zhēn, февраль 1908 — 11 марта 1990) — первая женщина-генерал в Народно-освободительной армии Китая (НОАК).

## Ранние годы
Ли Чжэнь (имя, данное при рождении — Дань Мэйцзы) была младшей из шести дочерей в бедной крестьянской семье в деревне Сяобаньцяо, пров. Хунань. В возрасте шести лет девочку отправили жить в семью будущего мужа по фамилии Гу (кит. 古), который был старшее её на 4 года. В традиционном китайском обществе невеста, с детства воспитывающаяся в доме будущего мужа — это бесправный человек, занятый рабским трудом. На шестилетнюю девочку легла обязанность по ведению домашнего хозяйства: приносить воду, рубить дрова, стирать, готовить, присматривать за детьми, любая ошибка приводила к побоям. В 1924 году в возрасте 16 лет Ли Чжэнь и Гу Тяньшунь справили свадьбу. Этот брак был расторгнут семьей мужа в 1928 году, когда правительство Гоминьдана внесло её в чёрный список и расклеило на улицах объявления о её розыске.

## Революция
В 1926 году юг Китая захлестнуло революционной волной, во множестве создавались профсоюзы, крестьянские союзы, общества освобождения женщин. Восемнадцатилетняя Дань Мэйцзы вступила в местную Ассоциацию освобождения женщин, сменив имя на Ли Чжэнь. Она занималась мобилизацией народных масс вместе с коммунистами, организацией кружков, профсоюзов, пионерских дружин; будучи хорошо знакома с местностью, доставляла секретные документы. За свои достижения она была избрана сначала председательницей Женской ассоциации села Юнхэ, затем — депутатом районной Женской ассоциации.
В марте 1927 года Ли Чжэнь вступила в Коммунистическую партию Китая, а уже в апреле произошел контрреволюционный переворот Чан Кайши. Узнав, что на её имя выписан ордер на арест, Ли Чжэнь сначала бежала в горы, затем — под чужим именем скрывалась под видом домработницы в доме сотрудника налоговой службы города Янсянь. Когда «Восстание осеннего урожая» под руководством Мао Цзэдуна докатилось до Люяна, Ли Чжэнь выбежала к берегу реки, где проходили столкновения, нашла свой отряд, доложила все что знала об обстановке в городе и получила новое задание по доставке секретных документов в город. По указанию парторганизации, она начала устанавливать контакты с уцелевшими членами партии, что привело к формированию людунского партизанского отряда, членом которого она стала. В 1933 году она была направлена на учёбу в марксистскую школу Жуйцзиня, пров. Цзянси.
В 1934 году Ли Чжэнь была назначена на должность заведующей организационной частью провинциального военного округа, поднимала народные массы, разворачивала партизанскую борьбу.

## Великий поход
В августе 1934 года Красная Армия готовилась покинуть революционную базу Хунань-Цзянси, и один из её начальников посоветовал Ли остаться, так как «борьба была тяжелой для женщин», но Ли не согласилась и ей было разрешено продолжить работу. Сначала она была назначена в Шестую Красную армию под командованием Жэнь Биши в качестве начальницы организационного отдела политического управления (кит. 六军团 政治部 组织部 部长). Затем Шестая Красная армия объединилась с войсками генерала Хэ Луна, чтобы сформировать Вторую Красную армию. В 1935 году Вторая Красная Армия отступила через Сычуань в Тибет, чтобы присоединиться к войскам Чжан Готао. В начале года Ли вышла замуж за своего третьего мужа Ган Сици. В 1935 году вышла замуж за Гань Сыци (кит. 甘泗淇), на тот момент — начальника политотдела 2-й Красной армии. К старости у них будет более 20 детей, и все они — усыновленные дети павших в революционной борьбе товарищей, единственный их родной сын погибнет в возрасте нескольких дней во время Великого похода. Из-за возникших трудностей у Ли начались схватки на седьмом месяце беременности. Из-за отсутствия еды Ли не могла кормить грудью своего ребёнка, и вскоре он умер. Впоследствии у Ли не было времени на восстановление, из-за чего она не могла иметь детей.

## Период КНР
27 сентября 1955 года Ли Чжэнь и Гань Сыци получили звание генерала одновременно: муж — генерала-полковника, жена — генерал-майора. Во время церемонии, проходившей в Чжуннаньхай, Мао Цзэдун лично вручил Ли Чжэнь Орден освобождения 1-й степени, а Чжоу Энлай — присвоил ей звание генерал-майора. Это единственная супружеская пара генералов в истории китайской революции. В следующий раз женщина сможет получить звание генерала лишь через 33 года — в 1988 году.

## Культурная революция
В 1964 году, после 30 лет брака, скончался Гань Сыци. В 1967 году Ли Чжэнь попала под подозрения в «контрреволюционности» из-за многолетней работы под руководством Пэн Дэхуая и Хэ Луна, из-за чего на 4 года лишилась свободы. Её вынуждали дать показания о «преступлениях» двух маршалов, подвергали непрерывным допросам и не предоставляли медицинской помощи.

## Последние годы
В 1975 году Ли Чжэнь была реабилитирована. Позже была советником организационного отдела главного политуправления, членом Постоянного комитета Всекитайского собрания народных представителей, членом бюро Всекитайской федерации женщин.